# Gajsinghpur
Gajsinghpur là một thành phố và khu đô thị của quận Ganganagar thuộc bang Rajasthan, Ấn Độ.

## Nhân khẩu
Theo điều tra dân số năm 2001 của Ấn Độ, Gajsinghpur có dân số 9507 người. Phái nam chiếm 54% tổng số dân và phái nữ chiếm 46%. Gajsinghpur có tỷ lệ 64% biết đọc biết viết, cao hơn tỷ lệ trung bình toàn quốc là 59,5%: tỷ lệ cho phái nam là 69%, và tỷ lệ cho phái nữ là 58%. Tại Gajsinghpur, 14% dân số nhỏ hơn 6 tuổi.